# マジン・サーガ
『マジン・サーガ』は、永井豪作の漫画作品。
漫画『マジンガーZ』およびその続編『グレートマジンガー』、『UFOロボ グレンダイザー』をモチーフとし、本来巨大ロボットだった主人公・兜甲児の操縦する「Z」を、主人公が超能力を有した甲冑を纏う形に装着変身する姿に設定変更し、ロボット物から、超能力・SF物にシフトを試みている。
1990年から1992年にかけて『週刊ヤングジャンプ』（集英社）に連載、その後『月刊ベアーズクラブ』（集英社）の読み切りを経て中断。現在未完である。
1993年にセガよりメガドライブにてゲーム化されているが、原作からやや改変されたストーリーとなっている。こちらではゴッドカイザー・ヘルのバイオ・マシン・ビースト軍により地球が壊滅する中、父・兜教授が開発した神の鎧を装着した兜甲児が「マジンガーZ」としてヘルの軍勢に立ち向かい、ヘルによって破壊された地球各地を転戦、最後にはヘルの本拠地に攻め入り、ヘル・マジンガーと化したゴッドカイザー・ヘルを打ち破るまでが描かれている。そして荒廃した地球から人類が火星に移民するも、その火星にまたしてもヘルが侵略を開始、再びマジンガーZが立ち上がるところでゲームはEDを迎える。

## 作品概要
『マジンガーZ』や続編作品に登場したキャラクターが、敵・味方問わず設定を変えてそのまま登場し、巨大なロボットだった「Z」を、主人公が彫刻のようなマスクを被ることで装着する、全身に纏う甲冑のような超能力兵器に設定を変更して登場させている。物語は、近未来の地球と火星を主な舞台とし、宇宙に進出し始めた地球人類と、謎の生命体との戦いを描いている。
作者としては挑戦的な作品であり、さまざまなアイディアが用意されていたようであるが、後のコメントによれば、あまりにも精神的にエネルギーを費やす作品となってしまい、途中で筆を置かざるを得なかったとのことである。
掲載誌が青年誌であった為、それまでのマジンガーシリーズとは違い、過激な性描写もされている。
1992年までに『ヤングジャンプ』連載分をまとめた大判コミック（JUMP COMICS SPECIAL）『地球壊滅編』『火星暗黒編』『火星風雲編』が刊行された後、未収録だったベアーズクラブ版を加筆・再構成した続刊分を含めて1997年から扶桑社よりA5サイズで6巻まで発売後、以下続刊のまま中断。作者からは、コミックスでの描き下ろしにて継続し、ゴッドカイザー・ヘルの息子として不動明が登場する旨が語られた後、長らく続きは発表されなかった。同じ『マジンガーZ』のリメイクである、『Zマジンガー』の執筆を挟み、2012年に発売された講談社版コミック6巻にて、構想の一部が執筆され、巻末インタビューにて後の構想も語られたが、現在最終巻となっている。

## キャラクター
兜甲児
キャラクターとしてはオリジナルの『マジンガーZ』に登場したものと同じ。だが、オリジナルは高校生だったが、今作では地球上の大学生との設定。オリジナルのやや不良っぽい活気ある性格に比べ、真面目でやや大人しい性格となっている。好青年な一面とは裏腹に全裸で寝る習慣があり、一度はさやか、二度はヌケにそれぞれ目撃されてしまっている。とある事がきっかけで、肉体が消滅する形で謎の死（と思われる）を遂げた物理学者の父・兜教授が遺した『Z』の力を制御出来ずに暴走させ、世界大戦を引き起こすきっかけを作ってしまう。その後、近未来に人類が殖民を始めた火星に時空を超えてテレポーテーションし、『Z』の力を用いて、地球人類の危機を救い、そのまま軍隊に入隊、少尉の階級を得る。火星移民は地球の1/3の重力に適応して体力が低下しているため、彼らから見れば甲児は生身でも3倍の筋力を持つ超人である。なお、『Z』は甲児の周りのごく一部の軍関係者以外には巨大ロボットという事にされ、甲児はそのパイロットとされている。
Z
甲児が仮面型の『超精神物質Z』を装着した際の姿で甲児にしか変身できない。全身が青の魔神の姿であり、一心同体となっており、その為、ダメージを受けると甲児そのものに反映され血を流す。そのポテンシャルは未知数であり、様々な能力を秘めている。身長は自由自在に変える事が可能であり、等身大のサイズから巨人のサイズまで可能。『マジンガーZ』のロケットパンチやブレストファイヤー等と似た攻撃も持っているが、作中では特に名称はない。また、『グレートマジンガー』のように剣も持つ。羽織っている赤いマントは翼に変える事もでき、飛行能力を持つ。初期は父である兜教授の霊魂らしきものが宿っており様々なアドバイスを甲児に指南していたが、甲児が火星にテレポートした際、最後の力を貸すかのように彼の魂も消滅している。現代において甲児の怒りが最高潮に達した際は、ボディが青から黒に変化し、悪魔のような姿に変貌して世界崩壊を導く結果となった。また、後述の弓さやかの前世の末路を甲児は『Z』を介して知る事となる。
弓さやか
キャラクターは前作と同様だが、火星に植民した人類のリーダー・弓弦之助の一人娘として登場。甲児がテレポーテーションをするきっかけとなった少女・島さやかが自殺して輪廻転生した姿であり、前世の記憶を引き摺り甲児を愛する。自分用に開発された最先端科学技術の結晶であるヒューマノイド・マシーンのアフロダイAに乗り込む。搭乗時のさやかのコスチュームは、ほとんど全裸に近いボンデージ・ファッション風であり、甲児に強烈な印象を与え、彼女が何者かの操り人形にされているイメージの夢にまで見ている。
アフロダイA
火星のメガロポリス「FUJI市（シティ）」の指導者で、火星移民の指導者でもある弓博士の開発したヒューマノイド・マシーン。ヒロインの弓さやかと一体化し、彼女の能力を数万倍にも高める。弓さやかの姿を参考にして作られた外観は翼の生えた天使を連想させる。固定武装は両胸から発射する（左右1基ずつ合計2基の）「アフロダイミサイル」。動力は高ベータ核融合炉。後に戦闘用に強化改造され小型機械獣程度なら撃破できるまで戦闘力は向上するが、（アフロダイAより重量・サイズ共に大きい）「生体機械獣（バイオ・マシン・ビースト）」には及ばない。
剣鉄也
オリジナルでは『グレートマジンガー』の主人公だったが、本作ではロボット等を操縦することはなく、地球人類軍の陸軍中尉として登場。武装オートバイを駆って自ら戦場で戦うが、生体機械獣には歯が立たない。武闘派の鬼将校として知られ、甲児のZと共同戦線を張る部隊の指揮官。権力を否定しながらも権力者の素質をもつ甲児に興味を抱く。甲児にシゴキ的な特訓を強制するが、悪意をもってのことかは不明。
炎ジュン
オリジナル同様、剣鉄也のパートナーの女性だが、恋人関係なのかどうかは不明。陸軍の女性将校である。甲児に興味を抱く。
デューク・フリード
オリジナルは『UFOロボ グレンダイザー』の主人公。空軍大尉で、『グレートマジンガー』に登場しグレートマジンガーに合体する鉄也の戦闘機・「ブレーンコンドル」とグレンダイザーをモデルとする戦闘機隊・「紅蓮コンドル隊」を率いて甲児の危機を救う。実は翼を持った異星人であるが、そのことを隠すためプライベートで他人と付き合うことはなく、その正体を知る者は極めて少ない。
グレンダイザー
Zのピンチを救った謎の存在で、「顔のついた（微笑みを浮かべる）UFO」。
ボス
オリジナルと同様、ヌケ・ムチャと三人組を組み、当初は盛り場でグレていたが、甲児と出会いそのZの力に敬服し、軍人として戦うため入隊。甲児がZになるところを目撃していたことから、本人たちの希望と機密保持のため三人で甲児付きの兵卒として付き従うことに。本名が不明なオリジナルとは異なり、「ボース・ベンソン」の本名を持つ。三人組では必ずしも実質的リーダーなのではなく、名前故にリーダー風を吹かせているだけ、とのこと。このことから、この本名を縮めて通称「ボス」と呼ばれている。髪は茶髪に近いブロンドである。ムチャ曰く絵が下手。
ヌケ
三人組の一人、本名は「グスタフ・ヌケ」。髪は完全なブロンド。
ムチャ
三人組の一人、本名は「カルロス・ムーチャ」。髪は栗毛あるいは淡色の黒髪。
シロー・フランソワ
オリジナルとは異なり、甲児の実の弟ではない。フランス系の人種の少年で、戦乱の中で一族を失ったところを甲児・さやかに助けられ、その際Zを纏って戦う甲児に深い憧憬を抱き、甲児を慕う。それ以後甲児の提案でフランソワ姓から兜姓に改姓し兜シローとなり、名実共に甲児の弟分として行動を共にする。
弓弦之助
火星に殖民した人類を統帥するリーダー・「総裁」であり、「博士」とも呼ばれるが、本作においては政治家の側面が見られ、オリジナルのような純然たる科学者ではない。
ジョセフ・ノーマン博士
オリジナルでは弓弦之助の仲間であった三博士の一人、オリジナルは「のっそり博士」。
ユーリー・セワシェンコ博士
上記三博士の一人、オリジナルは「せわし博士」。
モールス・モリスン博士
上記三博士の一人、オリジナルは「もりもり博士」。
合田将鬼
FUJI火星軍陸軍曹長。初出は『凄ノ王』のボクシング部長。先祖返りにより火星生まれでありながら地球人の甲児と同等の筋力を持ち、甲児と対戦する。『Z』奪回作戦の最中に戦死する。
神皇帝・地獄（ゴッドカイザー・ヘル）
オリジナルのZではDr.ヘル。ヘルが「先史時代に滅んだ旧火星人類の魂」という火星の地獄門に封印された魔物たちを目覚めさせ、バイオ技術で侵略を企む正体不明の存在。四人の部下と接する際には火星側のシステム、またはイメージとして出現するが、実体や詳細は不明。
後述の四人の配下である、生体機械獣の頭脳や兵士達の素体は、かつて火星に入植し亡くなった人達の遺体を利用し造り上げたクローンに、地獄が魔物の魂を入れた者であり、そのことが判明すると殖民した人達の間に動揺が広がる恐れがあるので、弓博士を始めとする一部の者達しか知らされていない。
悪醜羅（あしゅら）男爵
ブロッケン伯爵
比丘魔（びくま）子爵
剛金（ごうごん）大公
暗黒大将軍
いずれも、バイオ・テクノロジーでDr.ヘルによって誕生させられた生命体で、ヘルの手下の四人衆。いずれもオリジナル同様、各自、「生体機械獣」（バイオマシン・ビースト）を含む配下の部隊を持ち、互いに反目し合っている。いずれも巨大な体を持つ。また、キャラデザインは剛金を除き、オリジナルから大きくアレンジを施されている。あしゅらは左右で男女半身ではなく、男女の顔が回転して入れ替わる形。ブロッケンは、巨大な首だけの存在だが、数体の首無しの体を従えておりその体達は『マジンガーZ』のブロッケン伯爵のものとほぼ同一。講談社版6巻にてZによって倒されるが、永井のインタビューによれば『マジンガーZ』のような姿で復活するとのこと。比丘魔はピグミー族の上半身がマサイ族の首からの上に合体した姿だったオリジナルのピグマン子爵に代えて登場。ピグミー族の上半身に代わり、女性の比丘尼の腰から上が、男の巨人の首から上に乗っている形状になっている。このため、普段は女言葉で語るが、人間の女性に欲情するなど、感極まった際には女性の上半身部分が男の化け物の顔に変化する。暗黒大将軍は講談社版最終6巻の最後にて登場、不動明がデビルマンXを装着する場に神皇帝・地獄と同席しているが、部下なのかは不明。また剛金大公と同じ身長となっている。
生体機械獣（バイオ・マシン・ビースト）
本作の敵で、Dr.地獄（ヘル）率いる火星先住民の主力となる存在。地球移民のDNAをクローン化して作り出した生体サイボーグと巨大な機械獣を融合させ、先史火星先住民の魂の器とした存在で、脅威的な戦闘能力と再生能力を誇る。
餓羅蛇（ガラダ）K7
髑髏の顔をした蛇。圧倒的な力でアフロダイAを倒し、生体機械獣の恐ろしさを知らしめた。後に新ボディで復活する。
虻銅羅（アブドラ）U6
誇り高き武人気質の生体機械獣。Zの敵ではなく、ブレストファイヤーで溶解された。 ボディは破壊されたが中枢である生体部は無事で脱出するが、生命維持も機械獣に依存していたため、甲児の前で亡くなる。兵器となることと引き換えに地獄門から解き放たれ、わずか5年の人生だったが、存分に戦い「正しい死を迎えることが出来た」と語って逝った。
火銅羅（ヒドラ）M3
美女でありながら醜い体に生まれ変わり、美しさを奪われた事で美しい物を憎むようになった生体機械獣。強化改造されたアフロダイAに勝利するが、Zに倒される。
ダブルフェイザーV1
比丘魔（びくま）子爵がZ捕獲のために用意していた巨大機械獣。Zの敵ではなかった。
スパルタンV5
新ボディで復活した餓羅蛇（ガラダ）K7を従えた強力な生体機械獣。Zの敵ではなかった。
殺人生命体ガミュラ
ナノテクノロジーで作られた暗殺用生命体。甲児の命を狙うが、優先コマンドを書き換えられたことで『Z』奪回作戦の案内役となる。しかし、敵基地内で再びコマンドを書き換えられて敵対し、破壊された。人造物の悲哀を感じさせたキャラクター。
不動明
神皇帝・地獄の孫で、彼がブロッケンの遺した『Z』の研究データを手がかりにして得た『X』と名付けた未知の元素で作った甲冑「デビルマンX」を装着し甲児と戦う。本編では終盤にて登場し、漫画版『デビルマン』での上下真っ黒な服を着ている。元は『デビルマン』の同名キャラにして主人公。
デビルマンX
ブロッケンが遺していた『Z』の研究データを基に神皇帝・地獄が『X』と名付けた地獄門の超物質で作り出した鎧で、デビルマンの頭部をしたZといった姿をしている。登場した時点で物語が終了している為、能力に付いては不明。
制作者である神皇帝・地獄曰く「この鎧を身につける者は永遠不滅! 無敵の力を持つ悪魔のごとき存在となる」との事で、更に彼はこのデビルマンXを「『Z』と戦う運命の鎧」とも呼んでいる。
名前は明がこれを装着した後の姿から、神皇帝・地獄が「悪魔の力を持つ人間」という意味をこめ、その場で命名した。
ガンダル司令
講談社版第6巻に登場。デューク・フリードを追って宇宙の彼方からやって来た、異星人軍団の司令官。大艦隊を率いて火星に向かう。ただし、全身が闇に隠れているので、明確な全体像は描かれていない。元は『UFOロボ グレンダイザー』に登場した同名キャラ。